# Aqqanburlyq
Der Aqqanburlyq (kasachisch Аққанбұрлық – „Oberer Burlyq“; russisch Акан-Бурлук Akan-Burluk) ist ein rechter Nebenfluss des Ischim (Jessil) in Nordkasachstan.
Der Aqqanburlyq entspringt nordöstlich des Schaqsy-Schalghystau-Sees im südwestlichen Teil des Kökschetau. Er durchfließt anfangs den Schaqsy Schalghystau. Anschließend fließt er in überwiegend westlicher Richtung durch die nordkasachische Steppenlandschaft und erreicht nach 176 km den in nördlicher Richtung strömenden Ischim. Die wichtigsten Nebenflüsse sind Babyqburlyq und Scharyq, beide von rechts. Die Siedlungen Tachtabrod und Tschistopolje liegen am Flusslauf. Der Aqqanburlyq entwässert ein Areal von 6720 km².